# Щербинин, Владимир Арнольдович
Влади́мир Арно́льдович Щерби́нин (18 января 1896, Майкоп — 5 июня 1963, Москва) — российский тромбонист, педагог и дирижёр, солист оркестра Большого театра, Персимфанса и государственного симфонического оркестра СССР, профессор Московской консерватории, лауреат Всесоюзного конкурса, Заслуженный артист РСФСР (1937).

## Биография
С 1920 по 1926 год Владимир Щербинин работал музыкантом и капельмейстером военного духового оркестра. С 1924 года он учился в Московской консерватории по классу Владислава Блажевича, однако окончил её экстерном лишь намного позже, в 1947 году. С 1926 по 1932 год Щербинин играл в Персимфансе. С 1926 по 1944 он был солистом оркестра Большого театра, а с 1938 по 1941 — совмещал с работой в театре ещё и должность солиста Госоркестра.
В 1938 году Щербинин начал преподавать в Московской консерватории. В 1939 ему было присвоено звание доцента, а в 1947 — профессора. Среди учеников Владимира Щербинина лауреаты всесоюзных и международных конкурсов Виктор Баташов, Александр Жуковский, Константин Ладилов, Клавдия Морейнис, Михаил Турусин и другие. Щербинин — автор многочисленных обработок и переложений музыки итальянских и русских композиторов для тромбона и фортепиано, в том числе виолончельной сонаты Рахманинова.
C 1929 по 1940 год Владимир Щербинин руководил оркестром дома культуры Московского автозавода. Во время празднования 800-летия Москвы и тридцатой годовщины Октябрьской революции он организовал сводный духовой оркестр из 1200 человек, исполнявший под его руководством музыку на московских улицах и площадях.

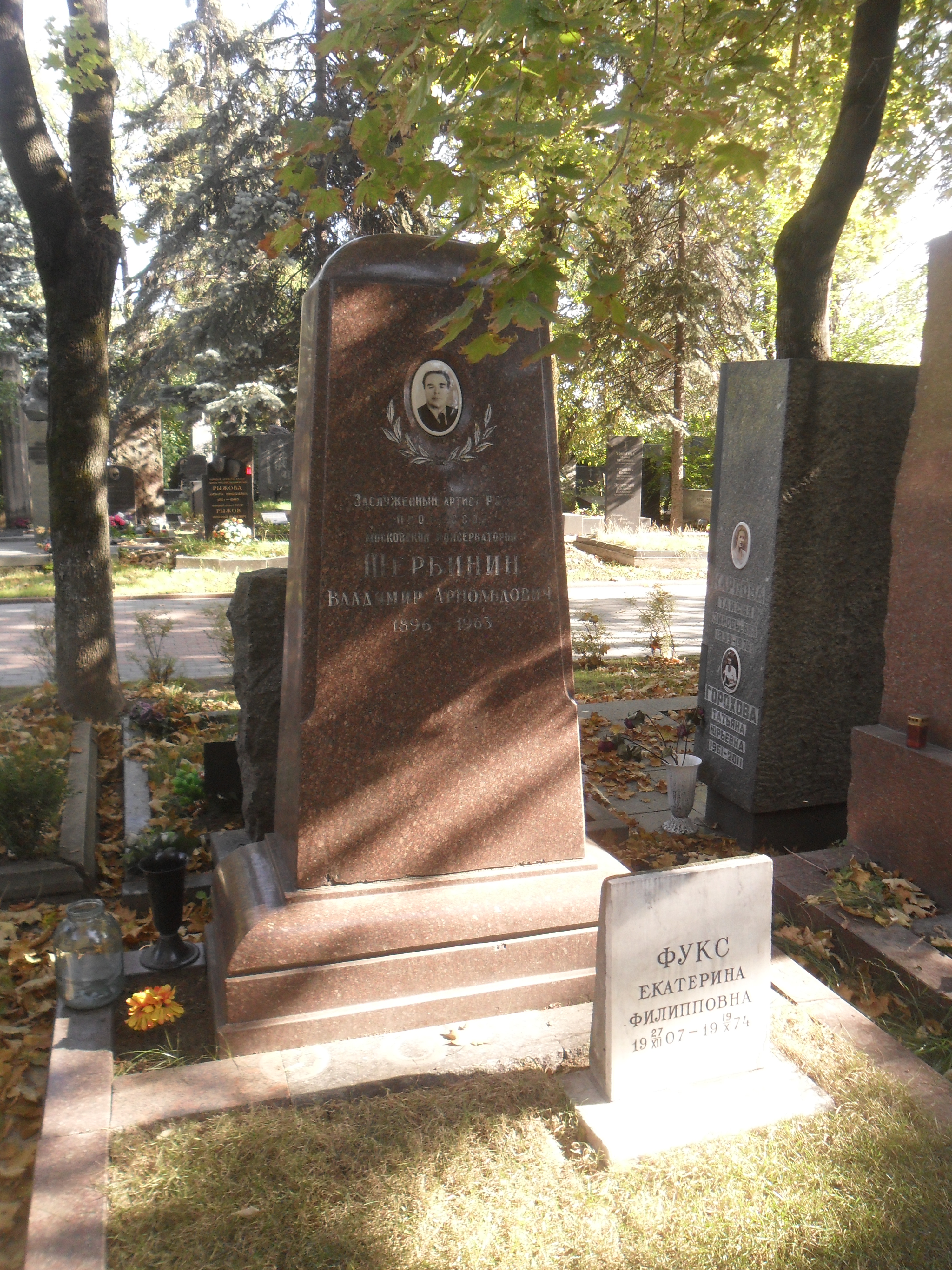
Могила Щербинина на Новодевичьем кладбище Москвы.

Владимир Щербинин скончался 5 июня 1963 года. Он похоронен на московском Новодевичьем кладбище (8 уч., 29 ряд).

## Награды и звания
- Два ордена «Знак Почёта» (28 декабря 1946 и 1959)
- Медаль «За трудовую доблесть» (17 ноября 1949)[1]
- Лауреат Всесоюзного конкурса музыкантов-исполнителей (Москва, 1935)
- Заслуженный артист РСФСР (2 июня 1937)